# 작은사자자리 11
작은사자자리 11은 작은사자자리에 있는, 지구에서 약 37광년 떨어진 곳에 있는 항성계이다. 주성은 분광형 G8V의 황색 왜성이며 태양보다 약간 더 무겁지만 밝기는 근소하게 작다. 주성은 변광성으로 사냥개자리 RS 변광성으로 분류된다. 이 별의 밝기는 0.04등급 진폭으로 요동친다.
작은사자자리 11 항성계의 반성은 주성보다 훨씬 더 어두운 적색 왜성이다. 주성과는 4 ~ 63 천문단위의 거리를 보이면서 매우 높은 이심률 높은 공전 궤도를 그리고 있다.